# قصر تاطيوين
قصر تاطيوين هو قصرٌ (قريةٌ محصنة) في المغرب، يقعُ في منطقة جهة درعة تافيلالت. تبلغ مساحته 0.45 هكتار.